# Fena: Pirate Princess
Fena: Pirate Princess (яп. 海賊王女, Kaizoku Ōjo, Принцеса Піратів) — аніме-серіал, створений та спродюсований Production I.G. Серіал є спільною продукцією Crunchyroll та Adult Swim і транслювався з серпня по жовтень 2021 року. Японська трансляція відбулася пізніше, з жовтня по грудень 2021 року. Сюжет оповідає про Фену Хоутман, яка прагне розгадати таємниці минулого своєї родини та знайти легендарний скарб, пов'язаний з назвою «Едем».

## Сюжет
Через десять років після пропажі під час нападу на корабель її сім'ї, Фена Хоутман опиняється на острові Шангрі-Ла. Втекти з острова Фені допомагають колишні лицарі її родини, Отто і Салман, та група воїнів. Вони тікають від британських солдатів і прибувають на Острів Гоблінів, де Санада Юкіхіса, чий предок був врятований родиною Фени, дає їй таємничий камінь, пов'язаний з її батьком та «Едемом». Фена отримує корабель і елітних Гоблінських Лицарів для розслідування. Тим часом офіцер Королівського флоту Абель наймає піратку Грейс О'Меллі, щоб вистежити Фену.
Екіпаж Фени зупиняється на Бар-Баралі, де Фена знаходить інформацію про інший камінь у Німеччині. На них нападає Максівер-молодший, але Юкімару, який є самураєм, захищає Фену, отримуючи поранення. В Ідар-Оберштайні виявляється, що камінь пов'язаний з Жанною д'Арк. В Орлеані, досліджуючи храм, Фена бачить видіння, що ведуть їх до вівтаря. О'Меллі викрадає Фену і доставляє її Абелю на корабель «Блакитний Велетень». Абель одержимий матір'ю Фени, Геленою, і стверджує, що Гоблінські Лицарі використовують Фену для пошуку Едему. Юкімару рятує Фену, а О'Меллі мститься Абелю, який знищує її корабель, викликаючи у Фени спогади про напад британців на її сім'ю.
У Шавені Фена та Юкімару миряться. Абель, переслідуваний спогадами про загибель Гелени, продовжує полювати на Фену, щоб виконати її бажання возз'єднатися в Едемі. Дитяча пісня Фени та цифри на камені вказують на невідомий острів. Там вони знаходять печеру зі скарбами, де танець Фени відкриває справжній вхід до Едему. Коли Абель вторгається, спалахує битва. Сутність, Спостерігач, розкриває Фену як «Діву Вибору», яка повинна вирішити долю світу, втративши при цьому спогади. Фена робить вибір, і острів руйнується. Юкімару знаходить Фену з амнезією, але його зізнання в коханні викликає часткове відновлення її пам'яті, натякаючи, що він є ключем до її минулого.

## Персонажі

### Протагоністи
Фена Хаутман (яп. フェナ・ハウトマン, Fena Hautoman)
Сейю: Асамі Сето
18-річна білява принцеса зі світлою шкірою, яку десять років тому, під час нападу на корабель її батька, маленький Юкімару відправив у відкрите море. Вона потрапляє на острів Шангрі-Ла, де її прихищають працівниці борделю. Через білу шкіру та волосся її прозвали «Білою маргіналкою». Попри травматичне минуле, Фена — позитивна та життєрадісна сирота. Через роки вона продала себе в шлюб зі злим, жорстоким британським солдатом Максівером-молодшим, намагаючись вкрасти гроші для втечі з острова. Її план провалився, але її врятували Салман, Отто та Самураї Семи, включно з Юкімару.
Брюль (яп. ブルール, Burūru)
Платиново-білий пес, що жив на Шангрі-Ла. Коли Фену врятували від людей Максівера-молодшого, Брюль пішов за нею і відтоді став її супутником та супутником Самураїв Семи.

#### Сім самураїв
Сім самураїв (яп. サムライセブン, Samuraisebun) — група елітних самураїв, що мешкає на Острові Гоблінів і слугує Фені як її вірний піратський екіпаж. Вони є нащадками Гоблінських Лицарів, які знищили 3000 іспанських солдатів у битві при Дюнкерку і були «страшними, як втілення самого Люцифера».
Юкімару Санада (яп. 真田雪丸, Sanada Yukimaru)
Сейю: Рьота Судзукі Нацумі Каваіда (в дитинстві)1 серія
Інтровертний самурай у масці та лідер Самураїв, який допомагає врятувати Фену і дбає про її безпеку. Десять років тому, коли Юкімару був маленьким хлопчиком, він допоміг врятувати Фену під час нападу «Рамбл Роуз» та Королівського флоту. Пізніше його врятував Кей, який навчив його бути самураєм.
Шітан (яп. 紫檀)
Сейю: Такахіро Сакурай Макото Коїчі (в дитинстві)
Самурай, який володіє луком і стрілами; він — елітний воїн, що може вбивати своїм луком або поглядом. Хоча на перший погляд він може здаватися відчуженим, Шітан дуже цінує своїх друзів.
Карін (яп. 花梨)
Сейю: Аой Юкі
Самурайка, єдина жінка в групі; вона має схильність захоплюватися різними технологіями і показана як вправна стрільчиня з пістолетів і мушкетів.
Ендзю (яп. 槐)
Сейю: Ген Сато
Самурай і старший брат-близнюк Каеде, який володіє списом і вакідзасі. Хоча вони обоє доброзичливі та пустотливі, Ендзю вважає себе більш надійним, ніж його молодший брат.
Каеде (яп. 楓)
Сейю: Рьота Осака
Самурай і молодший брат-близнюк Ендзю, який володіє списом і вакідзасі. Хоча вони обоє доброзичливі та пустотливі, Каеде вважає себе більш мужнім, ніж його старший брат.
Цубакі (яп. 椿)
Сейю: Джун Оосука
Самурай, який володіє коротким мечем ніндзя; він найстарший і найзріліший у групі, керує дикою енергією всіх. Цубакі також є досвідченим кухарем і навчив Фену готувати кобіру.
Макаба (яп. 真樺)
Сейю: Шінтаро Танака
Самурай, який б'ється кастетами; він найбільший і найсильніший у групі. Коли він не б'ється, Макаба доброзирий та лагідний.

### Антагоністи

#### Рамбл Роуз
Рамбл Роуз (яп. ランブルローズ, Ranbururōzu) — банда піратів на чолі з О'Меллі, які частково відповідальні за напад на корабель десять років тому, що призвів до смерті батька Фени. Вони також об'єдналися з Абелем, щоб отримати Фену для нього, а взамін — координати до Ельдорадо. Кожна з їхніх високопоставлених жіночих членкинь має імена, схожі на імена відомих жінок-піратів та/або морських офіцерів в історії. 
Грейс О'Меллі (яп. グレース・オマリー, Gurēsu Omarī)
Сейю: Ріка Фукамі
Жінка-капітан «Рамбл Роуз» з рудим волоссям і пов'язкою на закритому правому оці; попри свою красиву зовнішність, вона має сильну та зарозумілу особистість, яка ненавидить програвати. На прохання Абеля Блуфілда, вона полює на Фену.
Чін Ши (яп. チン・シー, Chin Shī)
Сейю: Ай Кінета
Високопоставлена жінка-членкиня «Рамбл Роуз», вона є піраткою, яка завжди спокійна, а також її називають правою рукою О'Меллі. Чін добре володіє фізичною силою і має великий шрам від меча на лівому оці.
Шарлотта Баррі (яп. シャーロット・バリー, Shārotto Barī)
Сейю: Маріна Ябучі
Високопоставлена жінка-членкиня «Рамбл Роуз», яка володіє рапірою та є користувачкою серповидного меча; вона має темну особистість, що суперечить її милій зовнішності. Шарлотту найбільше обожнює О'Меллі серед своєї команди.
Мері Рід (яп. メアリ・リード, Meari Rīdo)
Сейю: Аяка Нанасе
Високопоставлена жінка-членкиня «Рамбл Роуз», вона є творцем настрою та порушницею спокою для екіпажу, має гарну статуру та яскравий і оптимістичний характер, але її вдача стає грубою під час бою.
Ганна Снелл (яп. ハンナ・スネル, Han'na Suneru)
Сейю: Хіорі Коно
Високопоставлена жінка-членкиня «Рамбл Роуз». Хоча вона досить невисока, вона має високі здібності в стрільбі, рівняється на О'Меллі та носить пов'язку на лівому оці.
Артемісія (яп. ヨモギ, Yomogi)
Сейю: Каору Марімура
Високопоставлена жінка-членкиня «Рамбл Роуз», вона має гідний і охайний вигляд, але її гордість висока, і вона жорстока, і вправно б'ється кинджалом.
Енн Бонні (яп. アン・ボニー, An Bonī)
Сейю: Сайко Морія
Високопоставлена жінка-членкиня «Рамбл Роуз», вона має м'язисте тіло і велику силу. Бойовий стиль Енн — військовий, але вона надійна в екіпажі. Вона володіє бойовим молотом.
Альвіда (яп. アルビダ, Arubida)
Сейю: Марі Хіно
Високопоставлена жінка-членкиня «Рамбл Роуз», вона дуже струнка і має таємничу атмосферу. Альвіда також добре вміє перехитрувати боягузливих супротивників.

#### Королівський флот
Королівський флот — підрозділ збройних сил Британської імперії та одна з фракцій, що переслідує Фену після того, як вони частково відповідальні за напад на корабель десять років тому, що призвів до смерті батька Фени. Серед відомих персонажів:
Абель Блуфілд (яп. アベル・ブルーフィールド, Aberu Burūfīrudo)
Сейю: Тосіюкі Морікава Міхо Окасакі (в дитинстві)
Таємничий лорд, який переслідує Фену з власних причин і шукає її на своєму кораблі під назвою «Блакитний Велетень». Одна з причин полягає в тому, що він закохався у покійну матір Фени, Гелену, і знає, що її сім'я може зробити. Він об'єднується з «Рамбл Роуз», щоб знайти Фену.
Коді (яп. コーディ, Kōdi)
Сейю: Юкіне Яехата
Підлеглий Абеля, він спочатку був рабом на Шангрі-Ла, перш ніж Абель його врятував. З того часу Коді вірний Абелю.
Капітан (яп. キャプテン, Kyaputen)
Сейю: Майкл Соріч
Безіменний капітан «Блакитного Велетня», який вірний Абелю.

### Другорядні персонажі
Салман (яп. サルマン, Saruman)
Сейю: Манабу Мураджі
Старший лицар, який допомагає врятувати Фену від її долі. Його колись називали «Салман Нападник» за те, що він вбивав своїх ворогів списом, і він знав Фену, коли вона була маленькою дівчинкою.
Отто (яп. オットー, Ottō)
Сейю: Хіроакі Хірата
Старший лицар, який допомагає врятувати Фену від її долі. Його колись називали «Отто Бліц» за його швидке володіння мечем, і він знав Фену коли вона була маленькою дівчинкою.
Юкіхіса Санада (яп. 真田雪橋, Sanada Yuki-bashi)
Сейю: Хочу Оцука
Лідер японської громади на Острові Гоблінів і дядько Шітана. Він надає Самураїв Фені в її пошуках і навіть дає Фені камінь, який її батько хотів, щоб вона мала. Хоча пізніше він надсилає повідомлення Самураям Семи, щоб ті залишили Фену, як тільки вона виконає своє призначення, і відправляє Кея, щоб повернути Фену.
Кей (яп. ケイ)
Сейю: Коджі Юса
Самурай і старший брат Шітана, який відповідав за порятунок і навчання Юкімару. Кей став для нього як брат. Санада пізніше відправив Кея, щоб повернути Фену.

### Інші персонажі
Франц Хаутман (яп. フランツ・ハウトマン, Furantsu Hautoman)
Сейю:  Кадзухіро Накая
Шляхетний голландець, голова родини Хаутман, який мав зв'язки з Едемом. Він прикидався дворецьким короля Англії, щоб допомогти Гелені виконати її завдання: спокусити короля, щоб створити нову Ла Пуселлу/діву. Після цього Франц втік з Геленою і виховував Фену як свою прийомну доньку. Він був убитий під час нападу «Рамбл Роуз» та Британської армії. Перед смертю, допомагаючи маленькій Фені відплисти в рятувальній шлюпці, він сказав їй знайти «Едем».
Енджі (яп. アンジー, Anjī)
Сейю: Саорі Такамія
Куртизанка, що проживає на Шангрі-Ла. Вона подругою Фени. Фена багато разів показувала їй свої плани втечі протягом багатьох років. Енджі була закохана в Абеля, і вона червоніла щоразу, коли бачила його. Однак, дізнавшись про одержимість Абеля своїм минулим, вона вирішила допомогти Фені знайти Едем.
Гелена дез Армуаз (яп. ヘレナ, Herena)
Сейю: Маая Сакамото
Шляхетна француженка, яка була колишньою дівою, нащадком Жанни д'Арк та матір'ю Фени. Вона була старою подругою дитинства та коханою Абеля. Вона мала блакитні очі та платиново-біляве волосся довжиною до щиколоток. Вона прибула до Англії з місією спокусити короля та народити нову Ла Пуселлу. Разом з Францем, який прикидався дворецьким короля, щоб допомогти Гелені виконати її завдання, Гелена втекла до безпечнішої країни.

## Виробництво та випуск
Серіал режисували Кадзуто Наказава, Тецуя Такахаші та Сакі Фуджії. Сценарій написала Асако Кубояма, а музику — Юкі Каджіура. Відкриваючу пісню «Umi to Shinju» (яп. 海と真珠, «Море і перлина») виконала Junna, а завершальну тему «Saihate» (яп. サイハテ, «Найвіддаленіший берег») — Мінорі Сузукі.
Англійський дубляж транслювався на програмному блоці Toonami каналу Adult Swim, одночасно з запуском стримінгової версії японською мовою з англійськими субтитрами на Crunchyroll з 15 серпня по 24 жовтня 2021 року; перші два епізоди вийшли поспіль. У Японії серіал транслювався з 3 жовтня по 19 грудня 2021 року на MBS, Tokyo MX, BS Asahi та AT-X . У Південно-Східній Азії прем'єра серіалу відбулася 2 травня 2022 року на Animax.
28 вересня 2022 року Джейсон ДеМарко, старший віцепрезидент з екшн та аніме-програм Warner Bros. Discovery, підтвердив, що серіал був списаний Warner Bros. Discovery після того, як його було видалено з вебсайту Adult Swim.

### Серії
Примітка: Сценарій до всіх епізодів написав Кадзуто Накадзава.
| № серії | Назва серії                                                                                | Режисер(и)                      | Режисер(и) анімації                                                                     | Англійська дата показу | Японська дата показу |
| --- | ------------------------------------------------------------------------------------------ | ------------------------------- | --------------------------------------------------------------------------------------- | ---------------------- | -------------------- |
| 1 | «Спогади» Транслітерація: «Kioku» (яп. 記憶)                                               | Тецуя Такахаші                  | Кадзуто Накадзава & Ясуко Такахаші                                                      | 15 серпня 2021         | 3 жовтня 2021        |
| Десять років тому Фена Хаутман, після нападу на корабель її сім'ї, де її рятує хлопчик Юкімару, потрапляє на острів Шангрі-Ла. У теперішній час, щоб втекти з острова, Фена планує втечу, продавши себе в шлюб з британським солдатом Максівером-молодшим. Її рятують колишні лицарі її родини, Отто і Салман, а також група воїнів, серед яких самурай, чиї очі нагадують очі Юкімару. Вони допомагають їй втекти від переслідувачів. |                                                                                            |                                 |                                                                                         |                        |                      |
| 2 | «Успадкована подорож» Транслітерація: «Uketsugu Tabi» (яп. 受け継ぐ旅)                     | Томомі Такеучі                  | Май Фукухара, Марумі Сугіта & Томомі Такеучі                                            | 15 серпня 2021         | 10 жовтня 2021       |
| Фена, Отто і Салман з псом Брюлем тікають до Острова Гоблінів, де їх приймає громада Санади Юкіхіси. Він дає Фені загадковий камінь, який її батько хотів передати їй перед своєю останньою подорожжю. Після відпочинку та зустрічі з воїнами, Фена обрізає волосся і згадує слово «Едем», сказане батьком. Наступного дня Санада надає їй корабель та елітних воїнів, щоб розгадати таємницю каменю та значення «Едему». |                                                                                            |                                 |                                                                                         |                        |                      |
| 3 | «Бар-Барал» Транслітерація: «Baru-Bararu» (яп. バルバラル)                                 | Казукі Йокояма                  | Хісако Шімоцума, Маю Гушікен & Харука Санефудзі                                         | 22 серпня 2021         | 17 жовтня 2021       |
| Офіцер Абель наймає О'Меллі для пошуків Фени. Тим часом Фена та її екіпаж зупиняються на острові Бар-Барал за припасами. Там Фена та близнюки-воїни знаходять нові докази щодо іншого каменю з Німеччини, але на них нападає Максівер-молодший. Під час втечі Юкімару отримує поранення, а Максівера-молодшого пізніше засуджують до смерті. |                                                                                            |                                 |                                                                                         |                        |                      |
| 4 | «Таємниця Каменю» Транслітерація: «Ishi no Nazo» (яп. 石の謎)                              | Кадзуто Накадзава & Сакі Фуджії | Томомі Какутані, Мінору Уета & Маю Гушікен                                              | 29 серпня 2021         | 24 жовтня 2021       |
| Під час плавання до Ідар-Оберштайна, Фена безуспішно намагається навчитися битися. У селі бургомістр розповідає їм, що камінь походить з Франції і був придбаний «Ла Пусель д'Орлеан» у 1436 році, через п'ять років після смерті Жанни д'Арк, що поглиблює його таємницю. Фена пригадує, як у дитинстві чула ім'я «Ла Пусель». Тим часом Абель, дивлячись на картину «Ла Пусель», продовжує переслідувати Фену. |                                                                                            |                                 |                                                                                         |                        |                      |
| 5 | «Координати» Транслітерація: «Zahyō» (яп. 座標)                                            | Кен'їчі Мацузава                | Томомі Такеучі, Казучіка Кісе, Юдзі Міясіта & Мінору Уета                               | 5 вересня 2021         | 31 жовтня 2021       |
| Поки «Боніто II» пливе до Орлеана, Фена та її команда знаходять похований храм. Там Фена бачить видіння, що ведуть їх до вівтаря. З'являється О'Меллі та її команда, вимагаючи «координати до Ельдорадо», які виявляються римськими цифрами на камені. О'Меллі викрадає Фену, підриває вхід до катакомб, залишаючи Гоблінських Лицарів всередині. |                                                                                            |                                 |                                                                                         |                        |                      |
| 6 | «Бунт на «Блакитному Велетні»» Транслітерація: «Konran no Aoi Fune» (яп. 混乱の蒼い船)     | Тецуя Такахаші                  | Май Фукухара, Хісако Шімоцума, Куміко Нумата, Ері Ямазакі, Ясуко Такахаші & Ай Ватанабе | 12 вересня 2021        | 7 листопада 2021     |
| Гоблінські Лицарі вибираються з катакомб, а О'Меллі доставляє Фену Абелю. Абель відмовляється платити, заявляючи, що Гоблінські Лицарі використовують Фену для пошуку Едему, де за чутками зберігається Меч Кусанагі. Попри попередження Шітана про зраду, Юкімару вирішує самотужки врятувати Фену. Розлючена О'Меллі нападає на корабель Абеля у відповідь, а Абель розкриває Фені портрет її матері, Гелени. |                                                                                            |                                 |                                                                                         |                        |                      |
| 7 | «Палаюче море» Транслітерація: «Moeru Umi» (яп. 燃える海)                                  | Іцуро Кавасакі                  | Сара Мороюкі                                                                            | 19 вересня 2021        | 14 листопада 2021    |
| Абель демонструє Фені портрет її матері, Гелени, кажучи, що він незавершений. Тим часом екіпаж «Боніто II» вирішує допомогти Юкімару врятувати Фену. «Рамбл Роуз» атакує «Блакитного Велетня», але Абель знищує її одним пострілом з «Гармати Веллінгтона». Фена переживає шок, згадуючи напад на корабель її батька, а Юкімару, який прибуває її рятувати, отримує поранення від Абеля. Гоблінські Лицарі встигають врятувати непритомних Фену та Юкімару, відступаючи до свого корабля. |                                                                                            |                                 |                                                                                         |                        |                      |
| 8 | «Лицарська обітниця» Транслітерація: «Kishi no Chikai» (яп. 騎士の誓い)                    | Томомі Такеучі                  | Май Фукухара, Томомі Такеучі, Шуїчі Хара & Шікі Амо                                     | 26 вересня 2021        | 21 листопада 2021    |
| «Боніто II» вчасно прибуває до Шавена, щоб доправити пораненого Юкімару до лікаря. Поки він одужує, Шітан спочатку звинувачує Фену, але потім вони миряться. Фена зізнається Юкімару у своїй розгубленості та страху перед майбутнім. Юкімару клянеться захищати її та цілує руку. Тим часом Абель, малюючи портрет Гелени, обіцяє їй швидку зустріч. |                                                                                            |                                 |                                                                                         |                        |                      |
| 9 | «Навпаки» Транслітерація: «Vaisu Vāsa» (яп. ヴァイスヴァーサ)                              | Тецуя Такахаші                  | Ай Ватанабе, Хісако Шімоцума, Маю Гушікен & Куміко Нумата                               | 3 жовтня 2021          | 28 листопада 2021    |
| Абель згадує своє минуле з Геленою, її втечу з Францем та смертний вирок, а також її бажання повернутися в Едем. Тим часом Фена наспівує стару мелодію, і Юкімару пригадує її слова. Фена розуміє, що текст пісні, назва якої «Vice Versa», відображає її подорожі у зворотному порядку. Поєднавши слова пісні з римськими цифрами на камені, вони відкривають координати, можливо, до Едему. |                                                                                            |                                 |                                                                                         |                        |                      |
| 10 | «Кульмінація: Завіса піднімається» Транслітерація: «Kakyoku no Makuake» (яп. 佳局の幕開け) | Іцуро Кавасакі                  | Май Фукухара, Хісако Шімоцума, Куміко Нумата, Ясуко Такахаші & Ай Ватанабе              | 10 жовтня 2021         | 5 грудня 2021        |
| Фена та її команда знаходять невідомий острів за вказаними координатами. У печері, повній скарбів, Фена сумнівається, чи це той Едем, за який помер її батько. В іншій кімнаті вона знаходить «ґратчасту сцену», де її танець відкриває справжній вхід до Едему. В цей момент Абель з військами Королівського флоту прибуває на острів, прямуючи до печери. |                                                                                            |                                 |                                                                                         |                        |                      |
| 11 | «На завершення місії» Транслітерація: «Shimei no Hate ni» (яп. 使命の果てに)               | Казучіка Кісе                   | Казучіка Кісе                                                                           | 17 жовтня 2021         | 12 грудня 2021       |
| Фена та Юкімару знаходять арку, а Шітан — скриню з мечем Кусанагі. З'являється Абель, який вбиває свого капітана за жадібність, і починається битва між Гоблінськими Лицарями та моряками. Абель, марячи, нападає на Фену та Юкімару, якого ранить, але сам гине від втрати крові. Після зникнення Абеля та Гелени, перед Феною з'являється Спостерігач, що приймає форму Коді. |                                                                                            |                                 |                                                                                         |                        |                      |
| 12 | «Обрана Діва» Транслітерація: «Sentaku no Miko» (яп. 選択の巫女)                           | Тецуя Такахаші & Сакі Фуджії    | Кадзуто Накадзава & Ясуко Такахаші                                                      | 24 жовтня 2021         | 19 грудня 2021       |
| Спостерігач, змінюючи форми Франца та Коді, повідомляє Фені, що вона є «Дівою Вибору». Їй належить вирішити: дозволити світу продовжувати існування або перезавантажити його, залишивши лише себе та кілька «чистих душ». У будь-якому випадку, її спогади будуть стерті, щоб звільнити її від тягаря вибору. Коли острів починає руйнуватися, Фена, вірячи словам своїх друзів, робить свій вибір. Юкімару зустрічається з нею в Едемі востаннє, перш ніж вона зникає, клянучись знайти її знову. Раптом Юкімару прокидається на пляжі, де у воді стоїть Фена з амнезією, її волосся стало довгим і темним. З'являються Гоблінські Лицарі зі своїм кораблем і тими скарбами, що вдалося врятувати. Команда вирішує вирушити з Феною в подорож, щоб відтворити її кроки та, сподіваємося, відновити її спогади. Кей отримує легендарний меч від Шітана, Фена возз'єднується з Салманом, Отто та Енджі, проходить повз Шарлотту, Мері та Ханну, і бачить двох дітей, схожих на Абеля та Гелену. Коли вони залишаються наодинці, Юкімару зізнається Фені у коханні, що несподівано викликає часткове повернення її втрачених спогадів, вказуючи, що Юкімару — єдиний, хто може їх відновити. |                                                                                            |                                 |                                                                                         |                        |                      |

## Сприйняття
Серіал отримав змішані відгуки. Рафаель Мотомайор з IGN оцінив його на 7 з 10, відзначивши високу якість виробництва та анімації, але розкритикувавши слабкий сценарій і заплутаний фінал. Хіларі Люн з CBR також похвалила якість анімації та зав'язку сюжету, зазначивши, що «дизайн персонажів, стиль анімації та сюжет дуже нагадують аніме 90-х — початку 2000-х років, влучаючи в усі потрібні ностальгічні нотки для шанувальників тієї епохи», але була менш вражена непослідовністю тонів та темпу серіалу.

## Нотатки
1. 1 2 3 4  Зазначені разом під колективним лейблом ToyGerProject
2. 1 2  Adult Swim оголосив прем'єру серіалу 14 серпня 2021 року о 12:00 ночі (24:00) за східним/тихоокеанським часом, що фактично є 15 серпня. Англійські субтитри були опубліковані одночасно на Crunchyroll.
3. 1 2  MBS оголосив прем'єру серіалу 2 жовтня 2021 року о 26:38, що фактично відповідає 3 жовтня о 2:38 ночі за японським часом.
4. ↑  Назви взяті і перекладені з англійської мови з Adult Swim та Crunchyroll.